# Dol-de-Bretagne
Dol-de-Bretagne (en bretó Dol, en gal·ló Dóu) és un municipi francès, situat a la regió de Bretanya, al departament d'Ille i Vilaine. L'any 2006 tenia 4.760 habitants.

## Demografia
| 1962                                       | 1968  | 1975  | 1982  | 1990  | 1999  |
| ------------------------------------------ | ----- | ----- | ----- | ----- | ----- |
| 4.483                                      | 4.497 | 4.624 | 4.660 | 4.629 | 4.563 |
| Des de 1962: població sense dobles comptes |       |       |       |       |       |

## Administració
| Període   | Identitat     | Partit |
| --------- | ------------- | ------ |
| 1971-1988 | Jean Hamelin  | RPR    |
| 1988-2008 | Michel Esneu  | UMP    |
| 2008-     | Denis Rapinel |        |